# Zweites Deutsches Fernsehen

Das Zweite Deutsche Fernsehen (ZDF) ist eine Rundfunkanstalt mit Sitz in Mainz. Gemeinsam mit der ARD und dem Deutschlandradio bildet das ZDF den öffentlich-rechtlichen Rundfunk in Deutschland. Das ZDF wurde 1963 gegründet und gehört zu den größten öffentlich-rechtlichen Sendeanstalten in Europa. Neben dem Hauptprogramm ZDF ist das Zweite Deutsche Fernsehen für die Fernsehsender ZDFneo und ZDFinfo verantwortlich. Darüber hinaus beteiligt sich das ZDF an diversen gemeinschaftlichen Rundfunkangeboten.

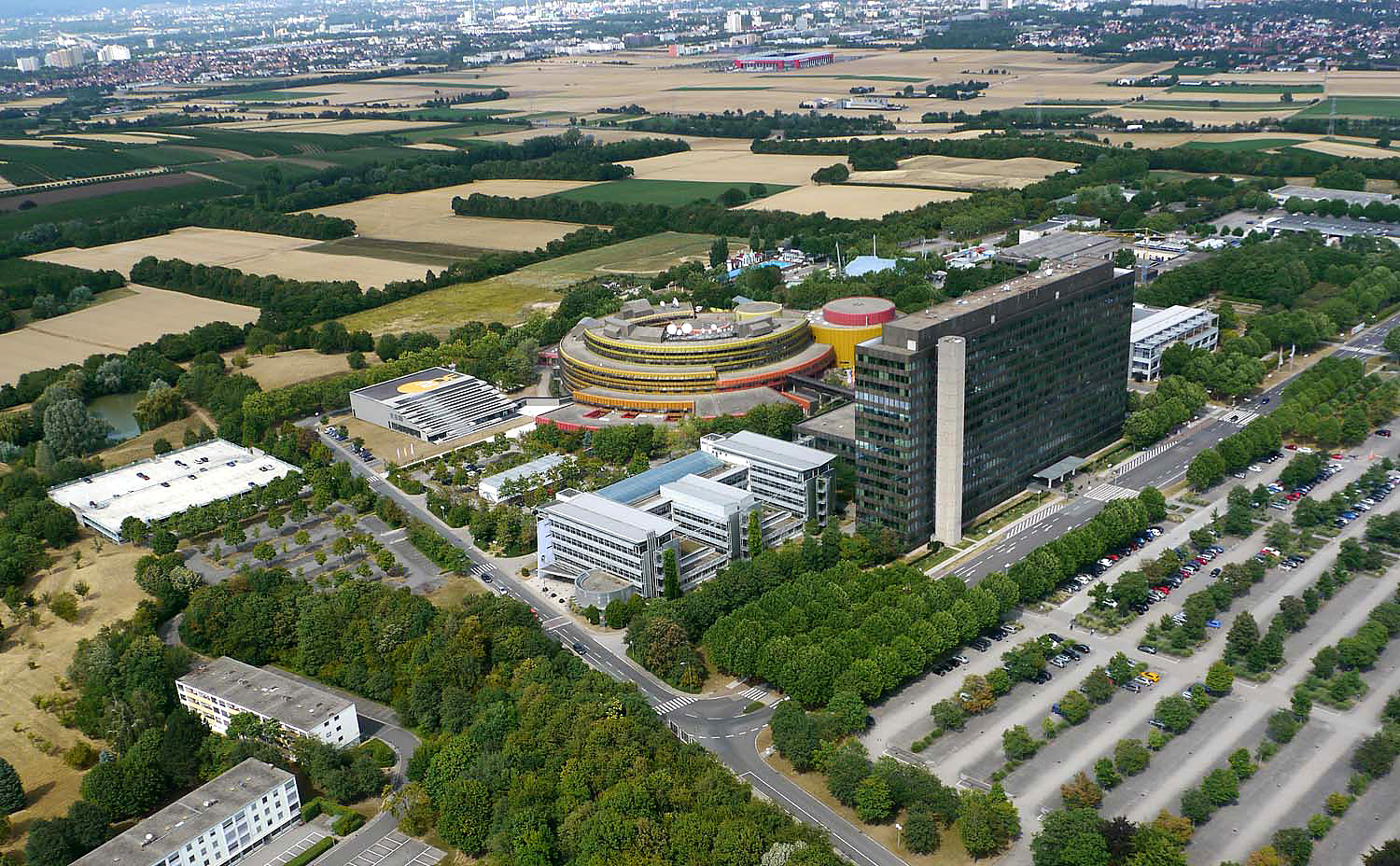
ZDF auf dem Lerchenberg in Mainz (2014)

## Geschichte und Entwicklung

### Vorgeschichte

Erstes Logo des ZDF

Zweites Logo des ZDF

Drittes Logo des ZDF

Noch vor der Gründung der Bundesrepublik im Jahr 1949 bestanden bereits einige Rundfunkanstalten. Konrad Adenauer betrachtete Rundfunk, Radio und Fernsehen als „politisches Führungsmittel“ und versuchte, auf die bestehende Rundfunkordnung Einfluss zu nehmen. Die Ziele des Bundes waren ein gesamtdeutscher und ein internationaler Radiosender sowie ein zweites Fernsehprogramm, zunächst unter der Freies Fernsehen Gesellschaft mbH, die auch aufgrund ihrer Staatsnähe von Kritikern als „Adenauer-Fernsehen“ bezeichnet wurde. Am 30. September 1959 verabschiedete das Bundeskabinett den „Entwurf eines Gesetzes über den Rundfunk“. Am 25. Juli 1960 wurde sodann die Deutschland-Fernsehen GmbH zum Betrieb des zweiten Fernsehprogramms gegründet. Einige Bundesländer riefen daraufhin das Bundesverfassungsgericht an, um die Kompetenz von Bund und Ländern zur Gründung neuer Rundfunkanstalten prüfen zu lassen.
Nachdem das Bundesverfassungsgericht im 1. Rundfunk-Urteil vom 28. Februar 1961 das sogenannte „Adenauer-Fernsehen“ (die Deutschland-Fernsehen GmbH) untersagt hatte und die volle Rundfunkkompetenz den Ländern zusprach, beschlossen die Länder im März 1961 unabhängig von den bisherigen Anstalten, eine zentrale gemeinnützige Fernsehanstalt des öffentlichen Rechts zu gründen. Am 6. Juni 1961 unterzeichneten die Ministerpräsidenten auf der Ministerpräsidentenkonferenz in Stuttgart den Staatsvertrag über die „Errichtung der Anstalt des öffentlichen Rechts Zweites Deutsches Fernsehen“. Nachdem bis zum 1. Dezember 1961 nicht alle Länder den Vertrag ratifiziert hatten, trat der Staatsvertrag an diesem Tag zwar in Kraft, aber nur in den Ländern, die bis dahin die Ratifizierungsurkunden hinterlegt hatten (Baden-Württemberg, Nordrhein-Westfalen, Rheinland-Pfalz). Als letztes Land hinterlegte Bayern am 9. Juli 1962 die Ratifizierungsurkunde. Bei der Aufsicht über das ZDF wechseln sich die Länder in zweijährigen Perioden ab.
Bei dem Standort für den Sender gab es Meinungsverschiedenheiten zwischen den Ministerpräsidenten. Franz Meyers hatte sich zunächst für Essen eingesetzt – nachdem er aber mit dem Vorschlag alleine dastand, war er schließlich zusammen mit den übrigen Unions-Ministerpräsidenten für Mainz. Die sozialdemokratischen Ministerpräsidenten befanden, Mainz sei zu provinziell und schlugen Frankfurt am Main vor. Das Argument gegen Frankfurt bestand darin, dass es keine Stadt sein sollte, in der schon eine Landesrundfunkanstalt existierte. Auf der entscheidenden Konferenz brachte Franz Meyers überraschend Düsseldorf ins Spiel. Die erste Probeabstimmung ging über Frankfurt und ergab vier Stimmen dafür (Berlin, Bremen, Hamburg, Hessen), eine Enthaltung (Niedersachsen) und sechs Stimmen dagegen, die alle von den unionsgeführten Ländern kamen. Die zweite Probeabstimmung ging über Mainz oder Düsseldorf. Sie ergab fünf Stimmen für Düsseldorf (Berlin, Bremen, Hamburg, Hessen, Nordrhein-Westfalen), eine Enthaltung (Niedersachsen) und fünf Stimmen für Mainz. Georg-August Zinn argumentierte daraufhin, er sei in der Sache gegen Mainz, vom Persönlichen aber dafür, da man Peter Altmeier für seine jahrelangen Verhandlungen über ein zweites Fernsehprogramm danken müsse. Die nach getrennten Beratungen durchgeführte geheime Abstimmung ergab fünf Stimmen für Düsseldorf und sechs Stimmen für Mainz.
Bei der Wahl des Intendanten standen parteipolitische Überlegungen im Vordergrund. Eine Mehrheit der Unionsparteien gestattete es dem Fernsehrat, einen Vorschlag aus den eigenen Reihen zu machen, für die Wahl waren aber auch Stimmen aus den Kreisen der SPD erforderlich. So machte ein elfköpfiger Wahlausschuss einen ausgewogenen Besetzungsvorschlag: Der Legationsrat im Auswärtigen Amt Gerhard Brand sollte Intendant werden, die SPD sollte den Programmdirektor bestimmen dürfen, der gleichzeitig stellvertretender Intendant war, die CDU den Chefredakteur und die FDP den Verwaltungsdirektor. Brand lehnte aber ab, woraufhin sich der Ausschuss auf keinen Intendanten einigen konnte, es gab lediglich eine Mehrheit für Bruno Heck, der aber bei der geheimen Wahl des Fernsehrats am 27. Februar 1962 durchfiel. Ein neuer, nun sechsköpfiger Ausschuss machte daraufhin vier Vorschläge: Hans Bausch, Berthold Martin, Karl Holzamer und Wilhelm Vaillant, Mitinhaber der RIVA-Fernsehstudios. Die SPD-Mitglieder des Fernsehrats hielten alle vier Kandidaten für akzeptabel, den CDU-Mitgliedern behagten Bausch und Vaillant nicht und man entschied sich mit 16 zu 13 Stimmen zwischen Holzamer und Martin. Holzamer wurde dann mit 44 von 58 Stimmen vom Fernsehrat gewählt, bei neun Gegenstimmen und vier Enthaltungen.
Um am internationalen Programmaustausch teilnehmen zu können, musste das ZDF Mitglied bei der Europäischen Rundfunkunion werden. Die Landesrundfunkanstalten gingen zunächst davon aus, das ZDF würde Mitglied bei der ARD werden. Dies lehnte man aber beim ZDF strikt ab, da man seine Unabhängigkeit in Gefahr sah, und schlug bei einem ersten Treffen mit der ARD am 12. September 1962 in Stuttgart einen Dachverband vor, dem ARD und ZDF angehören sollten. Dies behagte den ARD-Vertretern aber nicht. So beantragte der ZDF-Intendant am 2. Mai 1962 eine eigene Mitgliedschaft für das ZDF, die aber abgelehnt werden musste, da nur Stationen aufgenommen werden durften, die schon ihren Sendebetrieb begonnen hatten. Weil die Positionen zwischen ARD und ZDF unverrückbar blieben, verzichtete das ZDF auf einen Programmaustausch vor Sendebeginn und beantragte dann eine erneute Mitgliedschaft. Der Verwaltungsrat der Europäischen Rundfunkunion stimmte auf seiner Sitzung vom 17. bis 20. Mai 1963 dem Antrag zu, woraufhin ARD und ZDF gleichberechtigte Mitglieder wurden.

### Senderkennung und Sendestart
Den Sendernamen Zweites Deutsches Fernsehen hatte man ohne größere Diskussionen im Staatsvertrag aufgenommen. Da manche Mitarbeiter in der Bezeichnung Zweites etwas Minderwertiges sahen, kam es zu Alternativvorschlägen:
- Neues Deutsches Fernsehen
- Deutschland-Fernsehen
- Fernsehen Deutscher Länder
- Deutsches Länderfernsehen

Eine repräsentative Umfrage im Herbst 1962 wies für Zweites Deutsches Fernsehen die höchste Zustimmung aus, gefolgt von Neues Deutsches Fernsehen und Deutsches Länderfernsehen. Die Rechtslage erlaubte aber keinen neuen Namen ohne Änderung des Staatsvertrags, so dass man die Abkürzung ZDF plus einen der Vorschläge erwog. Der Verwaltungsrat hielt aber die Zustimmung der Ministerpräsidenten für erforderlich, woraufhin die Diskussion vertagt und schließlich vom Intendanten eingestellt wurde.
Für das ZDF-Erkennungszeichen hatte man einen Wettbewerb unter „zehn anerkannten Grafikern“ ausgeschrieben und sich im Januar 1963 für den Entwurf von Woldemar Hörnig (* 19. März 1914 in Chemnitz) entschieden. Er zeigte zwei Antennenmasten und zwei stilisierte Augen, wobei man im Sender gerne von Matschaugen sprach.
Die erste Versuchssendung strahlte das ZDF in der Nacht vom 19. auf den 20. März 1963 aus. Der offizielle Sendebeginn des ZDF war der 1. April 1963.

### Eschborn und Wiesbaden
Der Sendebetrieb des ZDF begann in jenen provisorischen Studios in Eschborn, die man von der Freies Fernsehen Gesellschaft übernommen hatte. Es handelte sich um einen Bauernhof und einige ehemalige Arbeitslager-Gebäude, eine gern als Telesibirsk bezeichnete Umgebung. Darin waren zwei Studios mit 230 bzw. 160 Quadratmetern und je drei Kameras untergebracht, ferner ein Synchronstudio mit zwei zusätzlichen Kameras, damit es auch für Ansagen dienen konnte. Außerdem standen zur Verfügung: eine Magnetbildanlage, drei Filmabtaster für 16 und 35 Millimeter, eine 16-mm-Aufzeichnungsanlage und eine 16-mm-Entwicklung.
Der ZDF-Verwaltungsrat befand einen Ausbau in Eschborn als zu teuer, woraufhin ein Umzug in den provisorischen Studiokomplex der Taunusfilm in Wiesbaden, Unter den Eichen, erfolgte. Dort nahm man am 1. April 1964 den Sendebetrieb auf. Auf dem Gelände der Taunus-Film GmbH waren die Sendeleitung, Aktueller Dienst und Technik untergebracht, auf einem angrenzenden Grundstück Schneideräume, Kopierwerk, Fotolabor und Chefredaktion. Darüber hinaus hatte das ZDF bis zu 30 Räume im Großraum Mainz/Wiesbaden angemietet, in denen sich beispielsweise das Zentralarchiv oder die Synchronisation befanden.

### Mainz-Lerchenberg

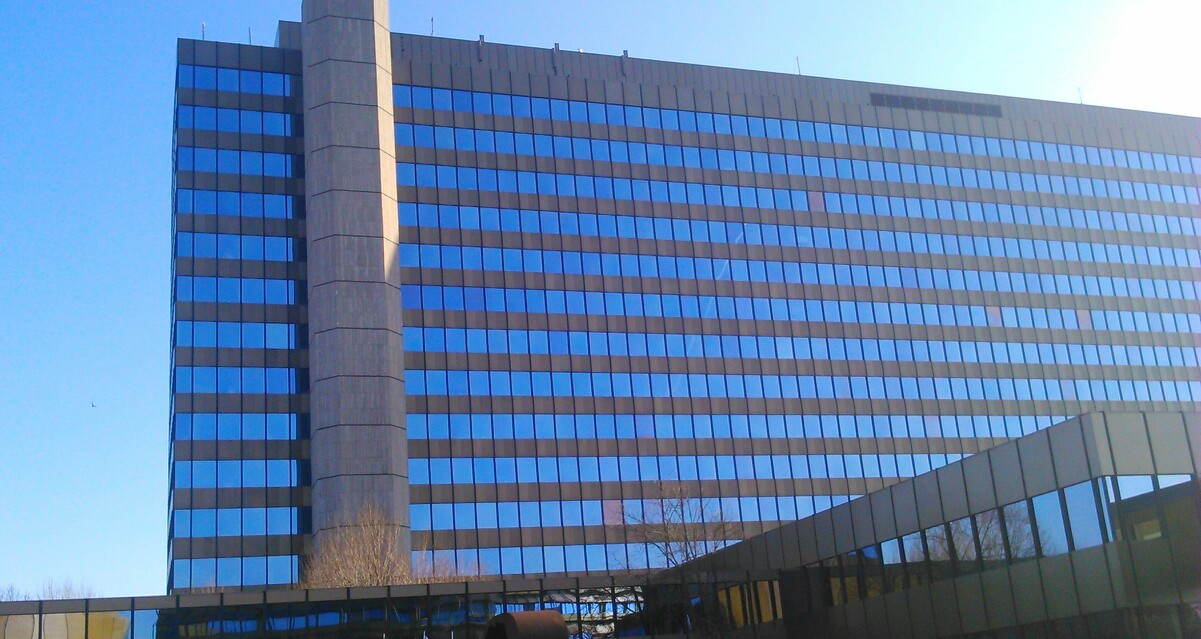
Redaktions- und Verwaltungsgebäude in Mainz (2016)

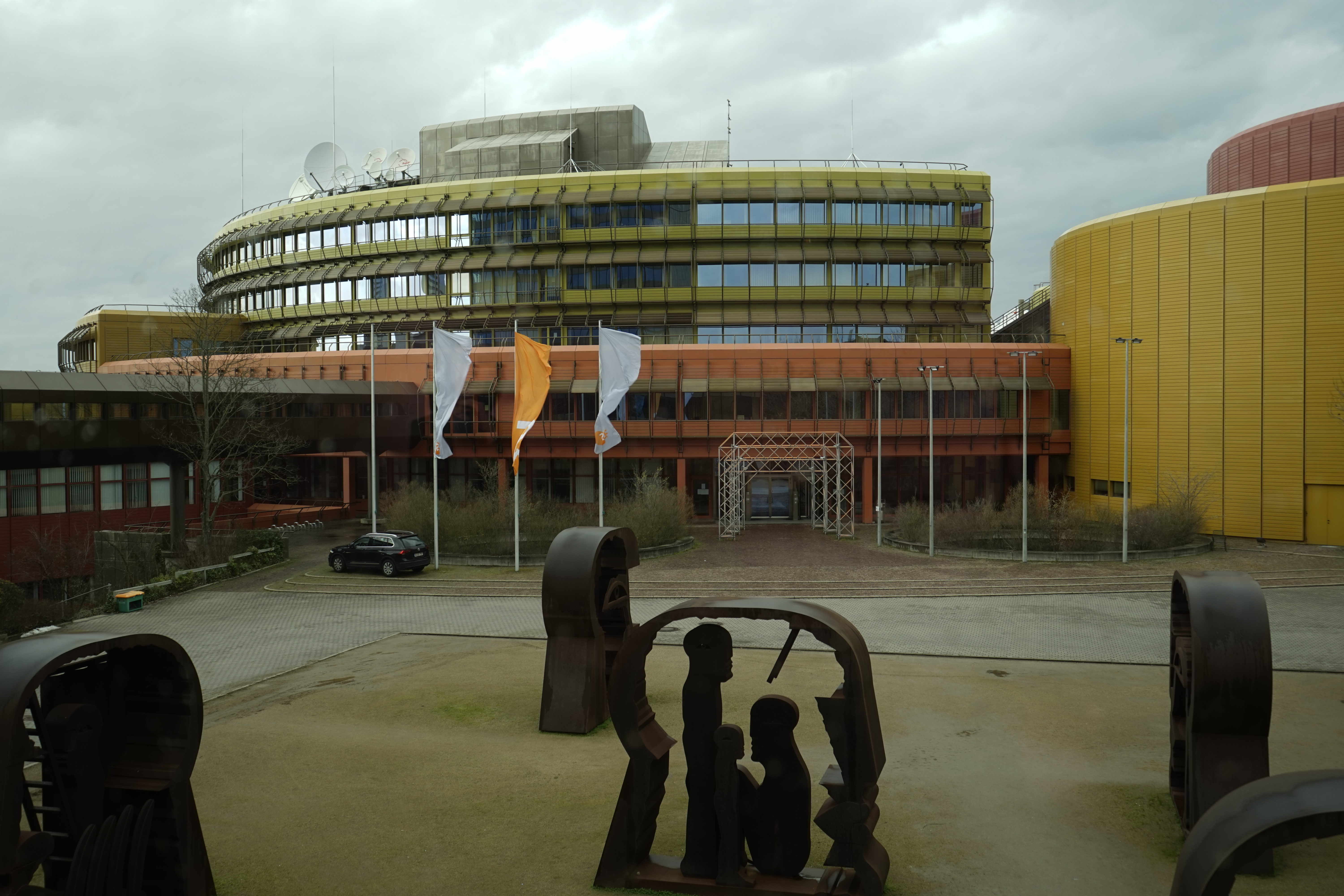
Sendebetriebsgebäude in Mainz (2020)

Koordinaten: 49° 57′ 52″ N, 8° 12′ 29″ O

Wappen von Mainz-Lerchenberg:
Heraldisch links unten in Blau das silberne erste Senderlogo

Die Planungen sahen von vornherein einen zentralen Standort für alle Abteilungen vor. Hierzu kaufte das ZDF am 25. Juni 1964 ein 1,04 km² großes, im Mainzer Stadtteil Lerchenberg gelegenes Grundstück. Im ersten Bauabschnitt konnte ein Gebäude für die Übertragungswagen Anfang 1967 bezogen werden; der zweite Abschnitt, das 14-geschossige Redaktions- und Verwaltungsgebäude im Frühjahr 1974.
Am 15. September 1977 begannen die Erdarbeiten für den 3. Bauabschnitt des Sendebetriebsgebäudes, einen von der Planungsgruppe Stieldorf entworfenen Rundbau mit dem größten Durchmesser von 166 Meter. Nach sechsjähriger Bauzeit nahm dann schließlich am 6. Dezember 1984 das neue ZDF-Sendezentrum (das damals größte in Europa) seinen Betrieb auf.
Die Verbundenheit des Stadtteils Lerchenberg zum ZDF spiegelt sich auch im Wappen wider.
Am 17. Juli 2009 ging ein neues Fernsehstudio in Betrieb. Es wird für die aktuellen Nachrichtensendungen des ZDF verwendet und ist ein virtuelles Studio. Im senderinternen Jargon wird es die „Grüne Hölle“ genannt, weil die Wände komplett grün sind, um dort die Hintergründe und 3D-Grafiken digital hineinprojizieren zu können. Rund 30 Millionen Euro hatte das Studio laut Medienberichten gekostet.
Bis zum 2. August 2015 produzierte man noch in SD, obwohl die meiste Studiotechnik bereits für HD vorhanden war. Es gab Probleme, das virtuelle Set unter Echtzeit-Bedingungen in HD zu rendern. Im Januar 2016 folgte auch die Umstellung der Technik für die Einspieler, seitdem ist das Studio komplett HD-fähig.
Seit Juli 2021 werden alle Nachrichtensendungen in einem neuen Design und mit neuer Musik produziert. In diesem Zug wurde das virtuelle Studio umgebaut. Von der Änderung betroffen waren die Sendungen heute, heute-journal, heute-journal up:date, heute – in Deutschland, heute – in Europa, heute Xpress, logo! und das ZDF-Wetter.

### Weitere Sendestudios
Heute verfügt der Sender über 16 Inlandsstudios, eines in jeder Landeshauptstadt. In Berlin wird seit Februar 2000 zusätzlich das Hauptstadtstudio im Zollernhof (Unter den Linden) betrieben. Für die Berichterstattung aus dem Ausland sind 18 Auslandsstudios zuständig, davon zwei in den Vereinigten Staaten (New York und Washington, D.C.).

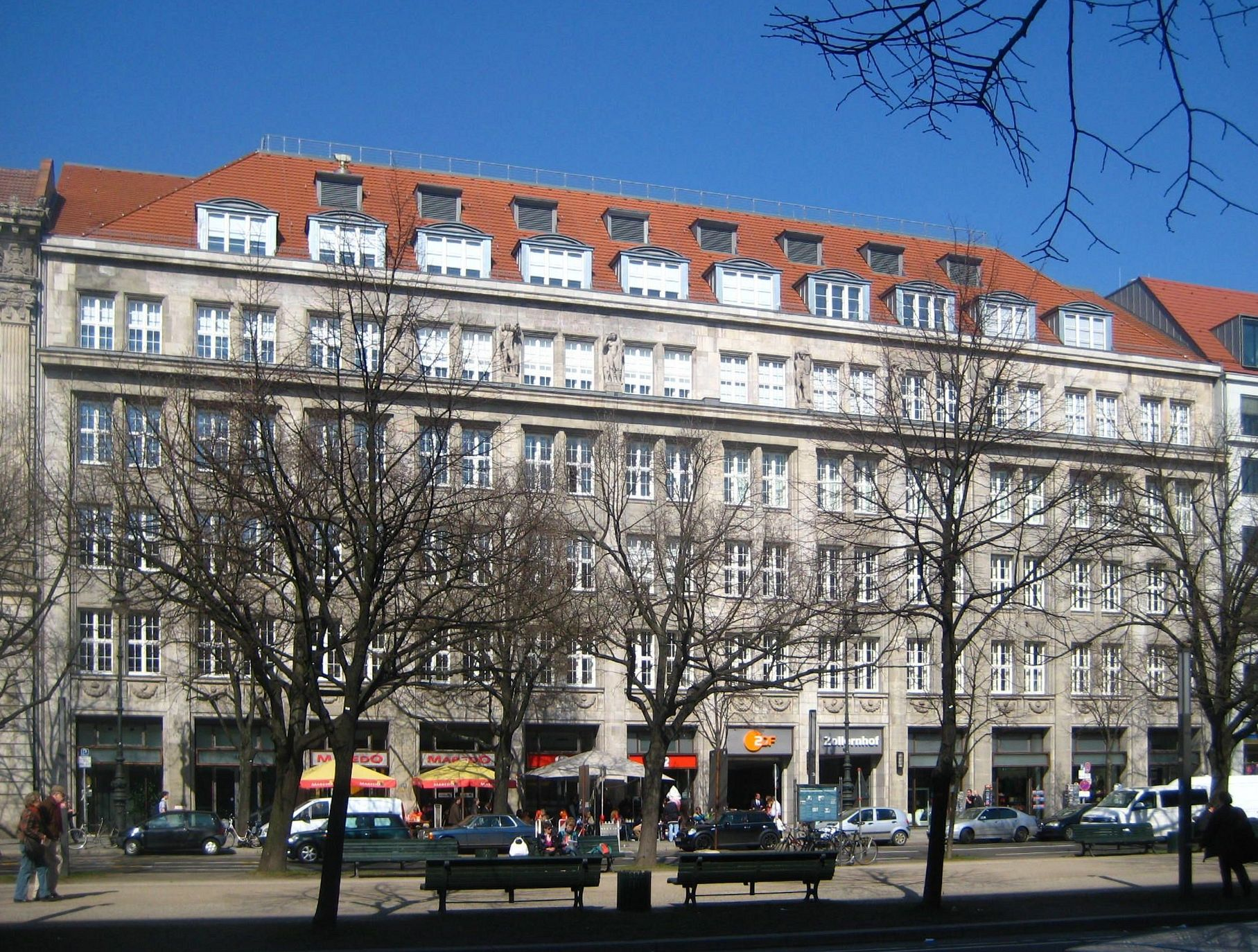
ZDF-Hauptstadtstudio im Zollernhof in Berlin
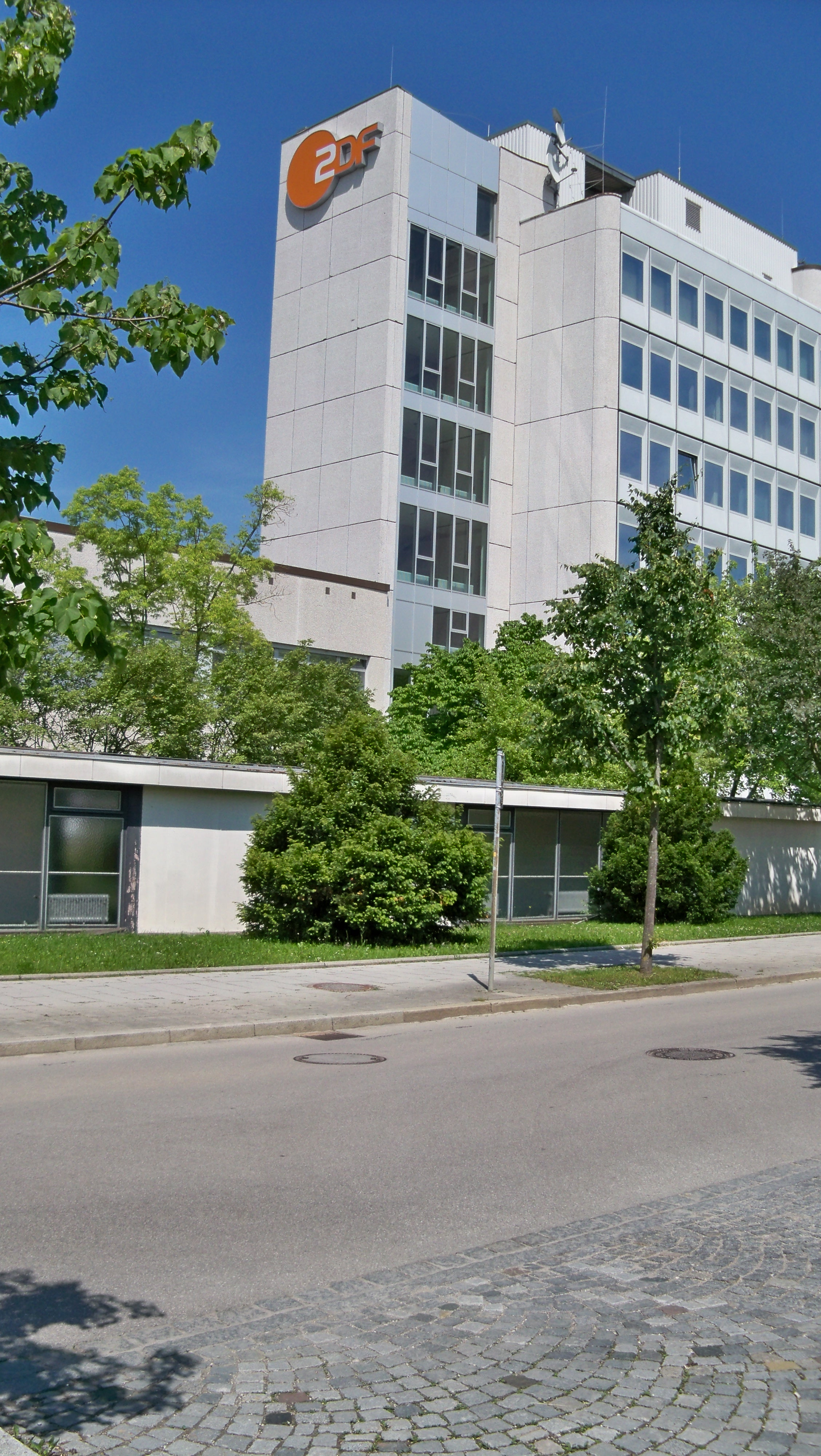
ZDF-Landesstudio Bayern in Unterföhring
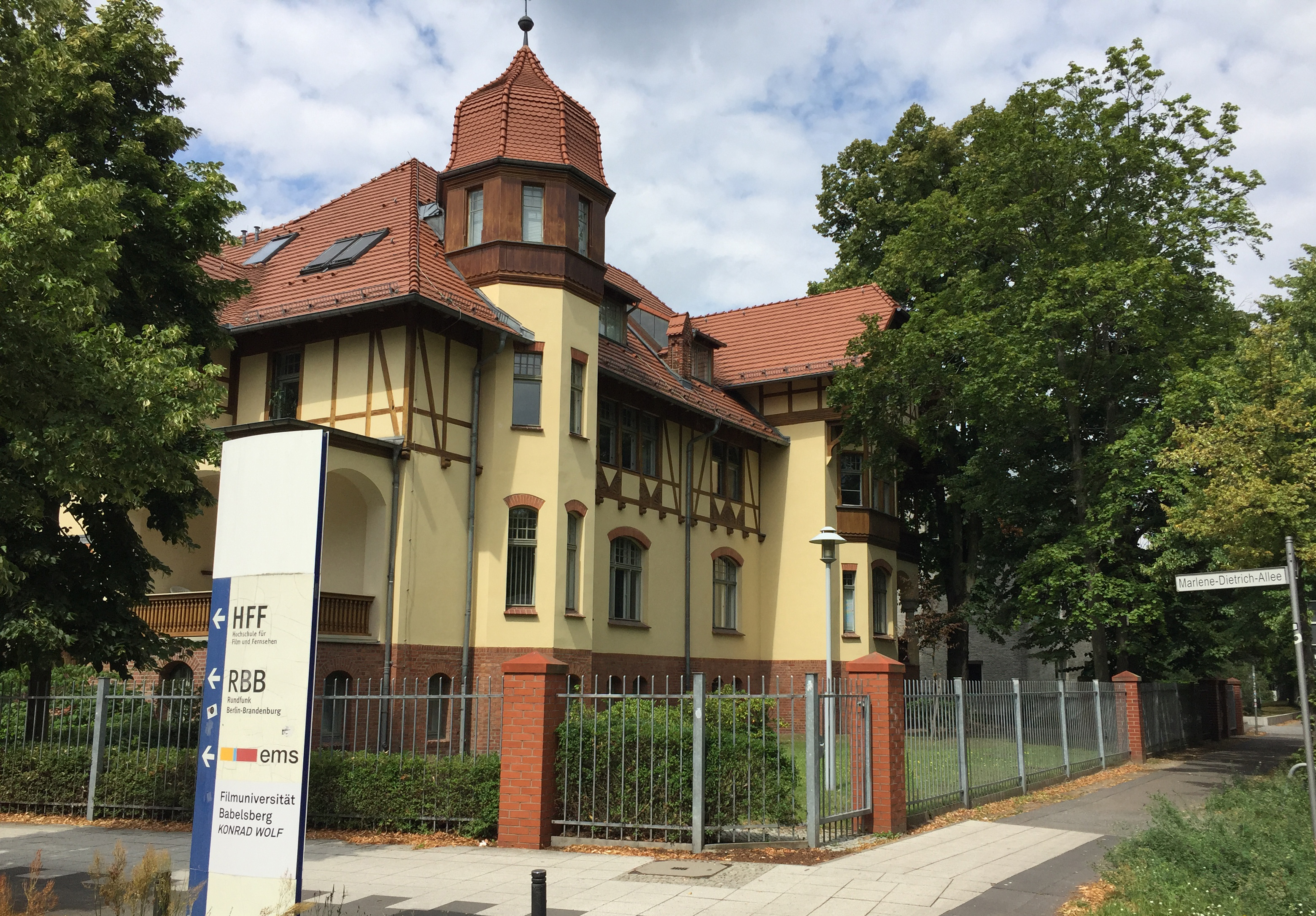
ZDF-Landesstudio Brandenburg in Potsdam, Medienstadt Babelsberg
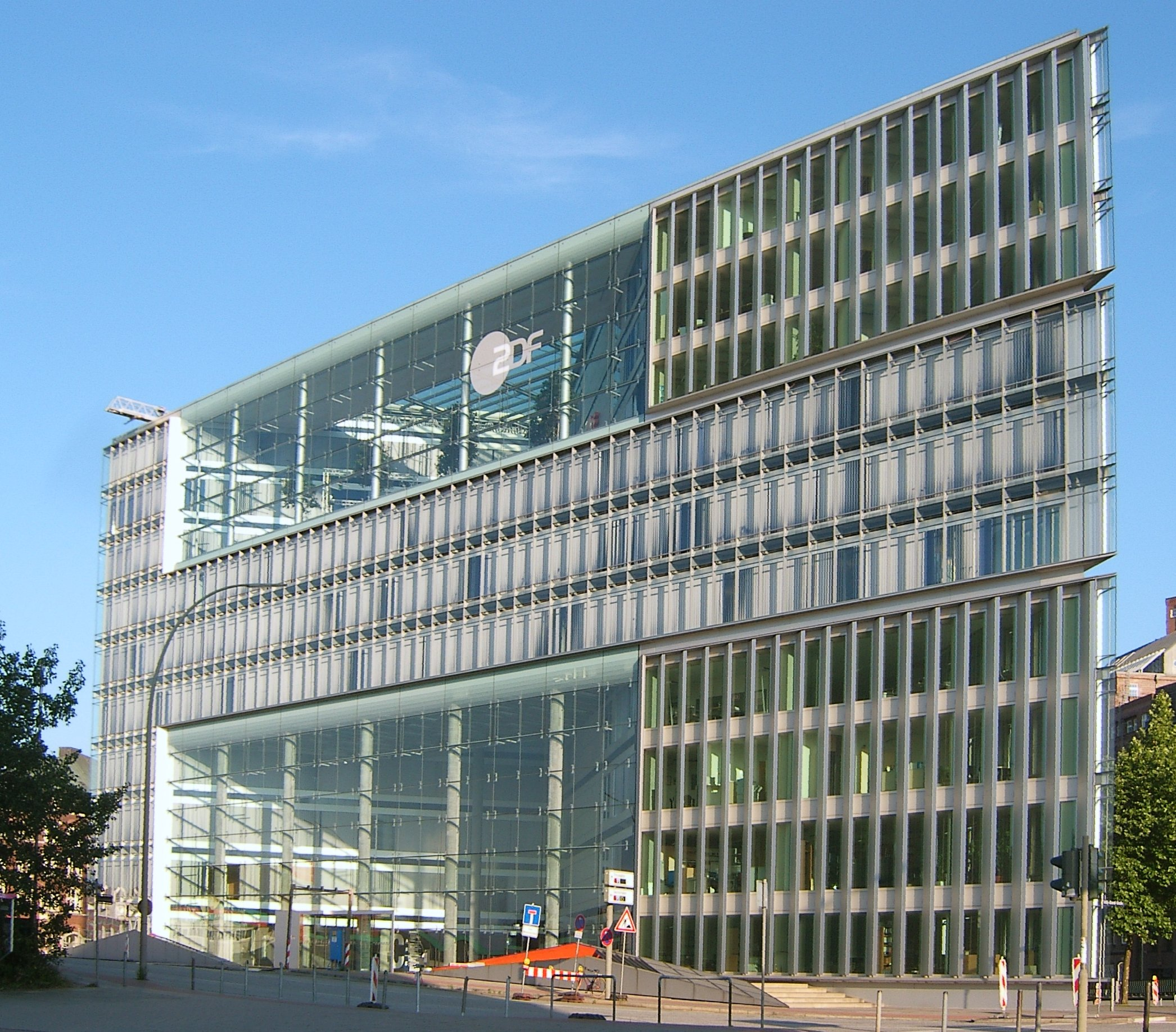
ZDF-Landesstudio Hamburg
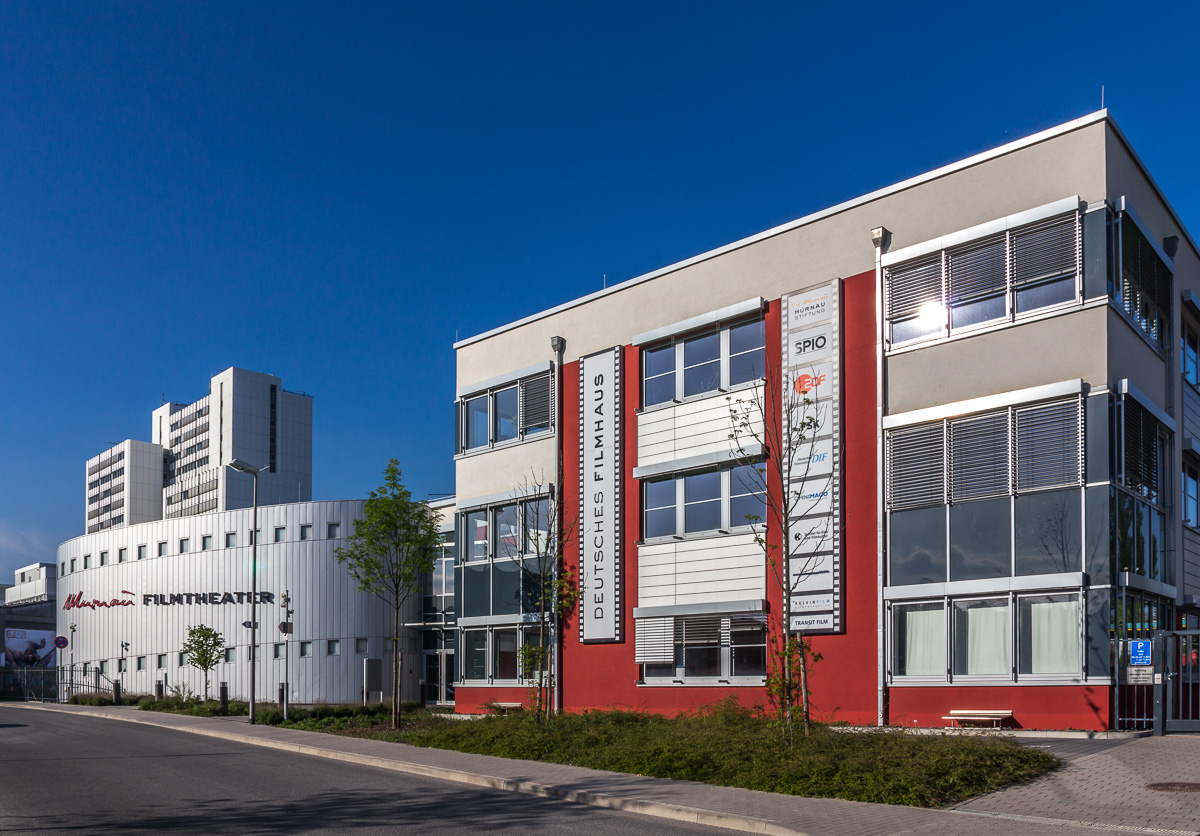
ZDF-Landesstudio Hessen in Wiesbaden
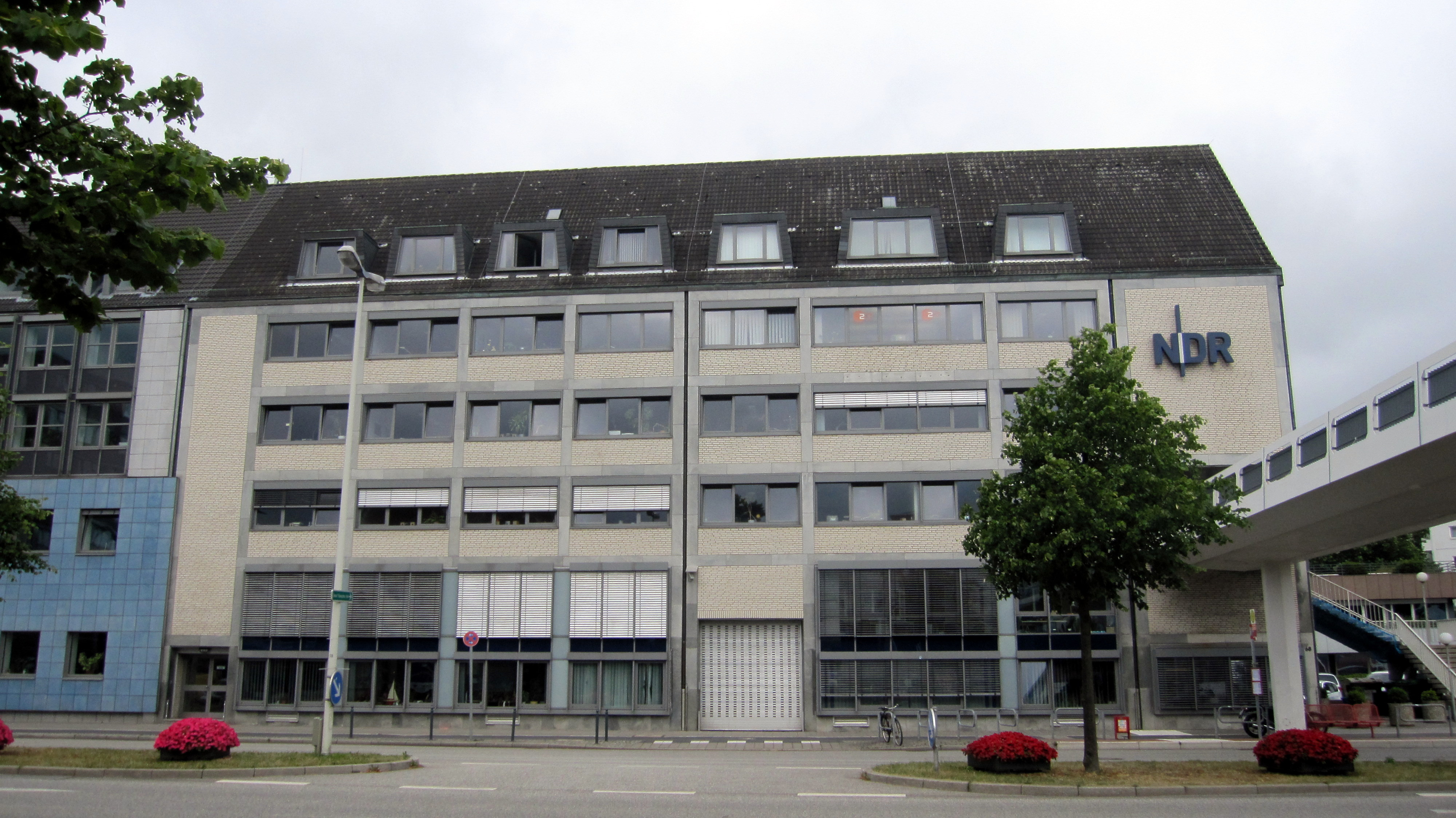
ZDF-Landesstudio Schleswig-Holstein in Kiel

## Organisation und Finanzen

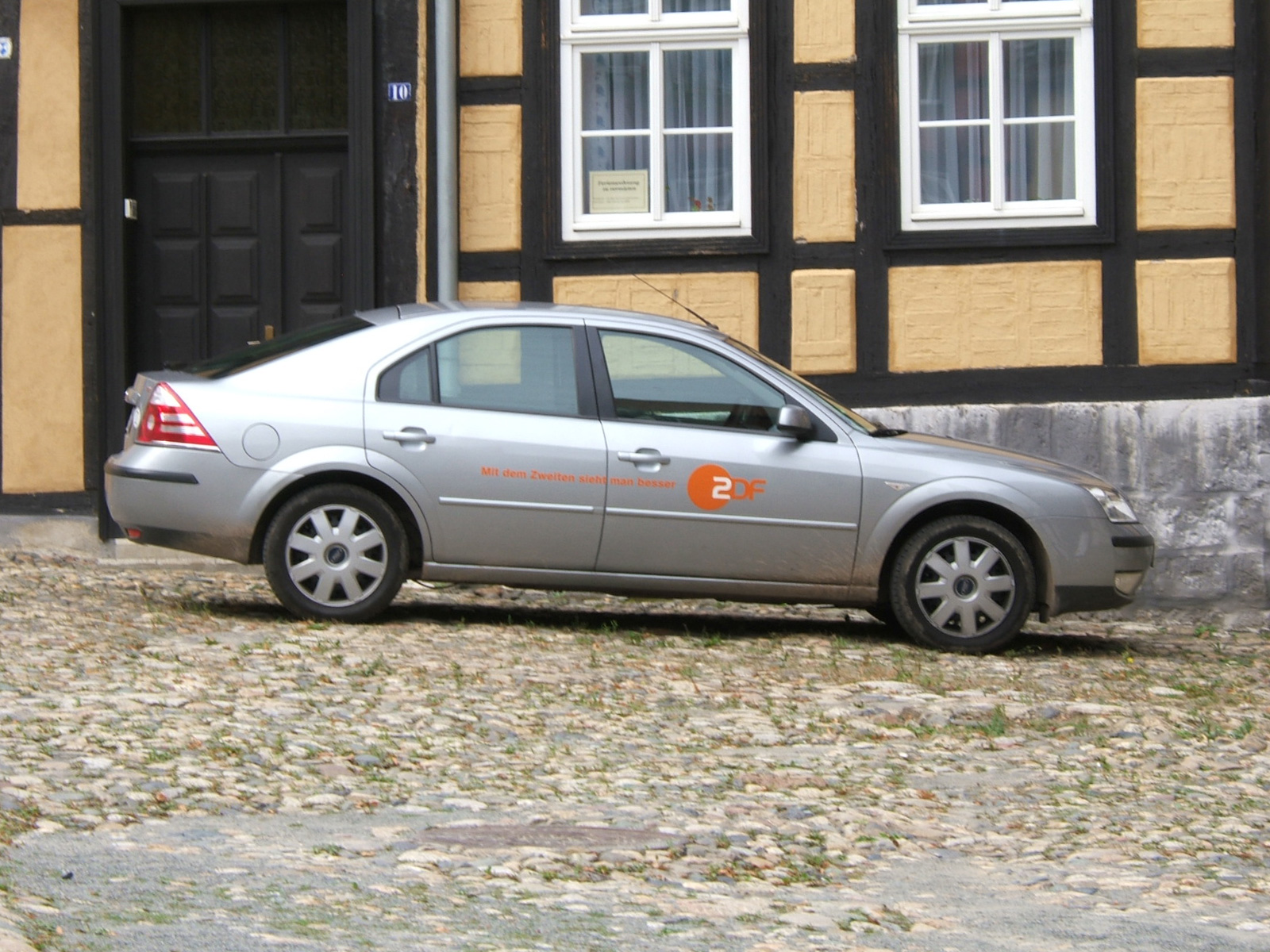
Dienstwagen eines Kamerateams des ZDF in Quedlinburg, mit Slogan und Logo

Aufgaben, Organisation und Finanzierung des ZDF sind im ZDF-Staatsvertrag geregelt. Vertragsparteien sind die 16 deutschen Bundesländer.

### Fernsehrat und Verwaltungsrat
Der Fernsehrat überwacht das Programm, genehmigt den vom Verwaltungsrat beschlossenen Haushalt und wählt den Intendanten, der das ZDF nach außen vertritt und für die Geschäfte sowie die Programmgestaltung der Fernsehanstalt verantwortlich ist. Vorsitzende des Fernsehrats ist seit Juli 2016 Marlehn Thieme.
Der ZDF-Verwaltungsrat beschließt den Haushaltsplan und überwacht die Tätigkeit des Intendanten insbesondere in Haushaltsfragen. Er besteht aus 12 Mitgliedern, darunter vier Vertreter der Bundesländer. Die weiteren acht Mitglieder werden vom Fernsehrat gewählt und dürfen keiner Regierung oder gesetzgebenden Körperschaft angehören.
Neben der Vorsitzenden Malu Dreyer und dem Ministerpräsidenten Stanislaw Tillich sind aktuell noch zwei Plätze durch Vertreter der Länder zu besetzen, nachdem Horst Seehofer und Olaf Scholz mit Eintritt in die Bundesregierung ausgeschieden sind. Aufgrund der „Causa Brender“ im Jahre 2009 ist die Einflussnahme der Parteien im Verwaltungsrat stark umstritten.

#### Urteil des Bundesverfassungsgerichts 2014
Der Erste Senat des Bundesverfassungsgerichts (BVerfG) urteilte am 25. März 2014, dass mehrere Regelungen des ZDF-Staatsvertrages nicht mit dem Grundgesetz vereinbar sind. Die Zusammensetzung des „Fernsehrats“ und des „Verwaltungsrats“ verstößt in der heutigen Form gegen die Rundfunkfreiheit. Der Anteil von Politikern und „staatsnahen Personen“ musste von zuvor mehr als 40 Prozent auf ein Drittel reduziert werden. Zudem dürfen Politiker bei der Auswahl der aus gesellschaftlichen Gruppen entsandten Mitglieder des Fernsehrates „keinen bestimmenden Einfluss“ mehr ausüben. Das ZDF „darf nicht zum Staatsfunk werden“, meinte das Gericht in seiner Begründung durch Vizepräsident Ferdinand Kirchhof. Gesellschaftliche Meinungen sind „facettenreich wider(zu)spiegeln“.
Der von der FDP 2010 als Verfassungsrichter vorgeschlagene Jurist Andreas Paulus formulierte im Urteil eine abweichende Meinung: Das Urteil werde seinem eigenen Maßstab nicht gerecht, die Meinungen der Gesellschaft im Rundfunkrat abzubilden. Seiner Meinung nach ist die Beteiligung von Mitgliedern der Exekutive grundsätzlich schädlich, eine Drittelquote zu hoch. „Wenn die Aufsichtsgremien von Rundfunk und Fernsehen von denen beherrscht werden, deren Kontrolle sie unter anderem ermöglichen sollen, ist damit eine Beeinträchtigung ihrer Funktion verbunden. Durch die Möglichkeit der Entsendung von Exekutivvertretern definiert das Urteil die Staatsgewalt von einer Bedrohung der Vielfalt zu einem Element ebendieser Vielfaltsgewährleistung um.“ Paulus kritisierte im Urteilstext ebendies Urteil als „einen utopischen, kaum überprüfbaren Maßstab für die Ausübung des erteilten Mandats“ für die ZDF-Gremien.
Die Länder hatten bis 30. Juni 2015 Zeit, den ZDF-Staatsvertrag neu zu fassen. Kläger vor dem Bundesverfassungsgericht waren die Länder Rheinland-Pfalz und Hamburg. Themen der Verhandlung waren unter anderem die inoffiziellen, politischen „Freundeskreise“, in denen die Fernsehratsitzungen vorbereitet werden und deren Einfluss unbestritten ist, die Besetzung der Ausschüsse und R-Gruppen. Die Ministerpräsidentenkonferenz beschloss am 12. Juni 2014 erste Schritte zur Umsetzung des Urteils. Die neue Fassung, laut der maximal ein Drittel der Mitglieder des Verwaltungsrats „staatsnahe Personen“ sein dürfen, trat zum 1. Januar 2016 in Kraft.

### Mitarbeiter
Ende 2023 beschäftigte das ZDF 3896 fest Angestellte, so wie 2331 freie Mitarbeiter. Männer und Frauen sind dabei annähernd gleich stark vertreten. Männer dominieren jedoch Berufe in der Produktionstechnik, IT und als Kameramänner.

#### Intendanz

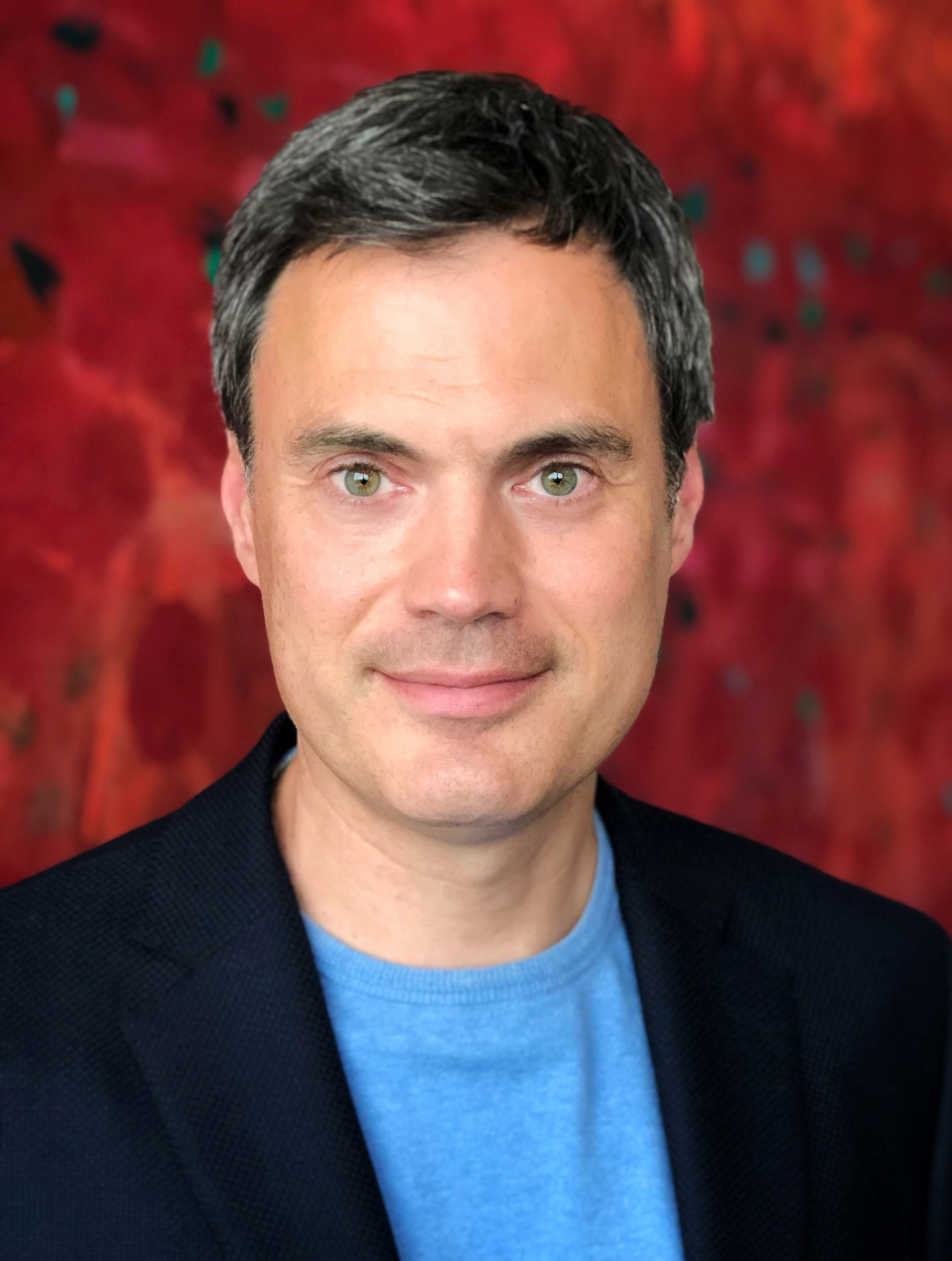
Norbert Himmler, amtierender Intendant des ZDF

Der Intendant steht in der Hierarchie des Senders an der Spitze, vertritt das ZDF nach außen und führt die Geschäfte. Weiter ist er für das Programm verantwortlich und schlägt den Chefredakteur vor, der durch den Verwaltungsrat gewählt wird. Gewählt wird der Intendant durch den Fernsehrat.
Am 2. Juli 2021 traten Tina Hassel und Norbert Himmler zur jüngsten Intendantenwahl beim Fernsehrat gegeneinander an. Nachdem es ab dem zweiten Wahlgang keine Mehrheit gab, trat Tina Hassel freiwillig von der Bewerbung zurück. Himmler trat sein Amt schließlich am 15. März 2022 an.
Die bisherigen Amtsinhaber waren:
1. 1962–1977: Karl Holzamer
2. 1977–1982: Karl-Günther von Hase
3. 1982–2002: Dieter Stolte
4. 2002–2012: Markus Schächter
5. 2012–2022: Thomas Bellut
6. seit 2022: Norbert Himmler

Die Bezüge des Intendanten und der Direktoren werden gemäß ZDF-Staatsvertrag veröffentlicht. Sie lagen im Jahr 2017 inklusive Sachbezügen für den Intendanten bei 352.722,00 Euro; hinzu kommt eine monatliche Aufwandsentschädigung von 766,94 Euro. Für Tätigkeiten bei Tochter- und Beteiligungsgesellschaften des ZDF wurden weitere 41.135,48 Euro vergütet. Für die nach regulärem Ausscheiden zugesagten Altersbezüge des Intendanten (Barwert 5.515.466 €) wurden 2017 Rückstellungen in Höhe von 1.015.166 € getätigt. Im Jahr 2018 lag das Grundgehalt des Intendanten inklusive Sachbezügen bei 368.957,15 Euro, die weiteren Bestandteile der Bezüge waren unverändert.

#### Direktoren
Dem Intendanten sind vier Direktoren unterstellt, die die Direktionen der Fernsehanstalt leiten. Dies sind aktuell:
- Chefredakteurin: Bettina Schausten (seit Oktober 2022)
- Programmdirektorin: Nadine Bilke (seit Mai 2022)
- Verwaltungsdirektorin: Karin Brieden (seit Januar 2014)
- Produktionsdirektor: Michael Rombach (seit Januar 2019)

### Finanzen

#### Einnahmen
Die Finanzierung des ZDF gestaltete sich in den ersten Jahren sehr schwierig. Von den 5 DM Radio- und Fernsehgebühren gingen 1,35 DM oder 27 % an die Post für das Sendernetz und den Gebühreneinzug, den Rest bekamen zu 70 % die ARD und zu 30 % das ZDF, was 1,095 DM ausmachte – erst 1972 kam es zu einer Erhöhung der Rundfunkgebühren. Während der ARD-2-Ära musste die Hälfte der Einnahmen an die ARD weitergegeben werden, danach bereitete der Bayerische Rundfunk Schwierigkeiten mit seinem Standpunkt, der Staatsvertrag verletze das Grundgesetz und die bayerische Landesverfassung, woraufhin die Zahlungen am 1. September 1963 endeten und erst nach einem Urteil des Bundesverwaltungsgerichts vom 5. November 1965 wieder flossen. Auch blieben die Werbeeinnahmen in den ersten Jahren hinter den Erwartungen zurück.
Aktuell (Stand September 2023) zieht der Beitragsservice von ARD, ZDF und Deutschlandradio (bis 2012: GEZ) 18,36 Euro monatlich pro Wohnung ein, von denen rund 4,32 EUR an das ZDF gelangen. Der Etat lag 2005 bei ca. 1,6 Milliarden Euro (kaufkraftbereinigt heute: rund 2,34 Milliarden Euro). Im Jahr 2012 hatte das ZDF einen Ansatz von 2,048 Milliarden Euro; der Umsatz betrug 2,028 Mrd. Euro.

##### Beitragseinnahmen
Die Beitragseinnahmen des ZDF aus dem Rundfunkbeitrag beliefen sich wie folgt:
| Jahr | Beitragseinnahmen | Quelle |
| ---- | ----------------- | ------ |
| 2013 | 1.783.571.740 €   | [ 29 ] |
| 2014 | 1.937.983.369 €   | [ 29 ] |
| 2015 | 1.916.494.019 €   | [ 30 ] |
| 2016 | 1.884.769.888 €   | [ 30 ] |
| 2017 | 1.894.904.569 €   | [ 31 ] |
| 2018 | 1.903.032.525 €   | [ 32 ] |
| 2019 | 1.917.548.633 €   | [ 33 ] |
| 2020 | 1.928.476.195 €   | [ 34 ] |

##### Werbung
Erträge aus dem Werbefernsehen im Jahr 2020: 162.277.604 €.

#### Ausgaben

##### Gehälter und Honorare
Die Zeitung Die Welt berichtet im Januar 2024 aus ungenannten Quellen über einzelne Honorare von freiberuflichen oder übertariflich bezahlten Mitarbeitern. Unter anderem wurden für folgende Personen Honorarangaben für 2024 berichtet:
- Giovanni Zarrella 300.000 €
- Mai Thi Nguyen-Kim 349.000 €
- Christian Sievers 350.000 €
- Norbert Himmler, ZDF-Indendant 372.000 €
- Rudi Cerne 382.000 €
- Marietta Slomka 393.750 €
- Andrea Kiewel 400.000 €
- Maybrit Illner 480.000 €
- Johannes Kerner 630.000 €
- Jan Böhmermann 682.000 €
- Oliver Welke 1,2 Mio. €
- Horst Lichter 1,7 Mio. €
- Markus Lanz 1,8 Mio. €

Die Höhe der Zahlungen an Produktionsfirmen sind nicht bekannt.
Staatsminister Rainer Robra, Mitglied des Fernsehrats, betonte: „Die Beitragszahler […] haben wie bei anderen öffentlich-rechtlichen Anstalten in Europa Anspruch auf volle Transparenz über die Verwendung der Beitragsmittel.“ Leonard Novy, Direktor des Institut für Medien- und Kommunikationspolitik, sagt im gleichen Zeitungsbericht, er sei überzeugt, „dass die Veröffentlichung der Spitzengehälter von Moderatoren Transparenz und Akzeptanz schafft. Dies zeige der Blick nach Großbritannien zur BBC, wo man Jahr für Jahr nachlesen könne, dass etwa der populäre ehemalige Fußballspieler Gary Lineker eineinhalb Millionen Euro für seine Fußballkommentierung verdiene.“

##### Sportrechte
Für Sportrechte wurden in den Jahren 2013 bis 2016 durchschnittlich 243 Millionen Euro ausgegeben.

### Tochterunternehmen
- ZDF Studios
- ZDF Werbefernsehen

### Programmfamilie und -beteiligungen
| Programme des Zweiten Deutschen Fernsehens (ZDF) | Programme des Zweiten Deutschen Fernsehens (ZDF) | Programme des Zweiten Deutschen Fernsehens (ZDF) |
| Programmname                                     | Logo                                             | Programmtyp                                      |
| ------------------------------------------------ | ------------------------------------------------ | ------------------------------------------------ |
| ZDF                                              |                                                  | Hauptsender, Vollprogramm                        |
| ZDFinfo                                          |                                                  | Dokumentationen und Reportagen                   |
| ZDFneo                                           |                                                  | Unterhaltung, Service und Dokumentationen        |

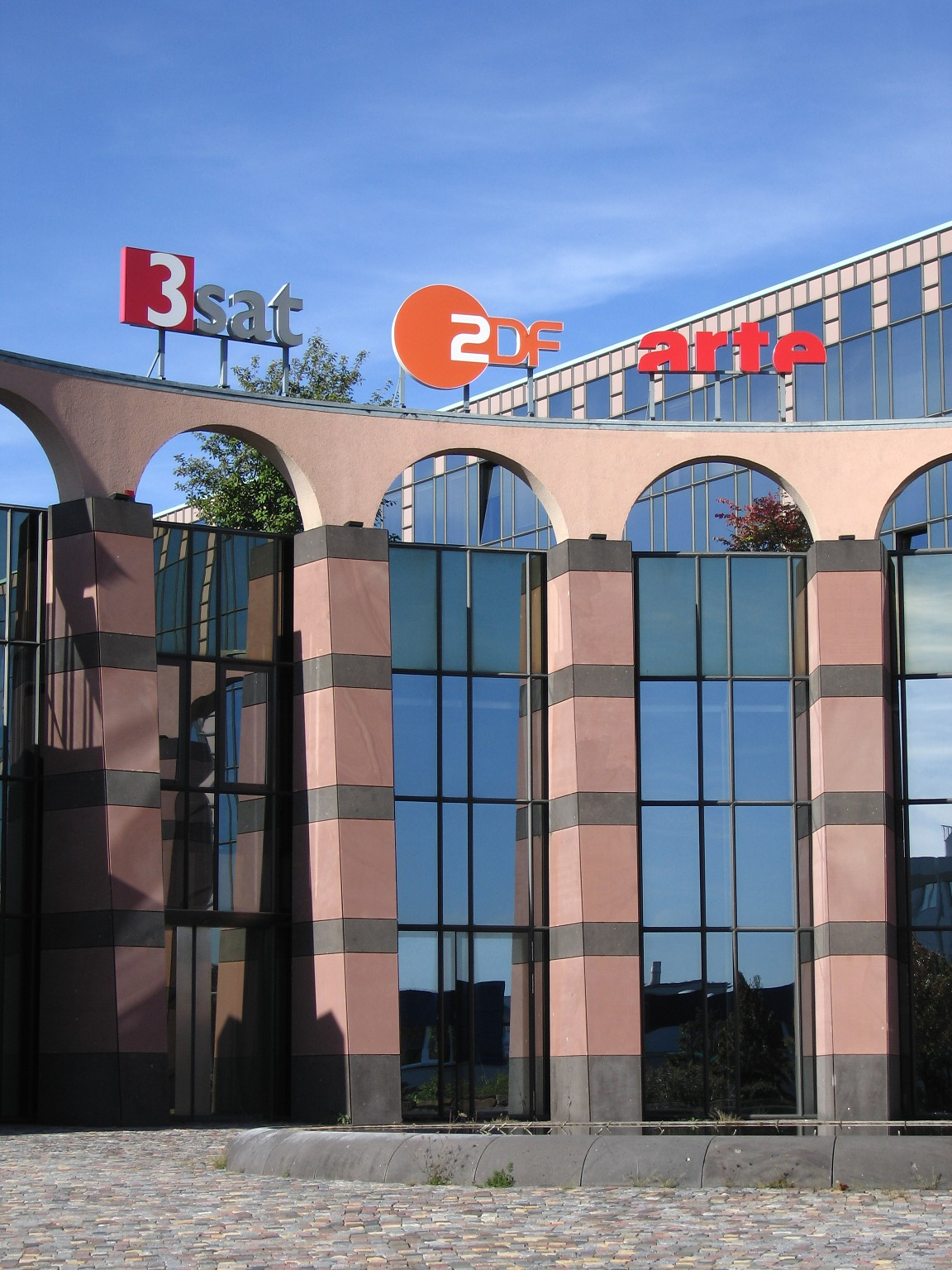
Sendezentrum 2 des ZDF (ehemalige Sat.1-Zentrale)

Das ZDF trägt, gemeinsam mit der ARD und allen 16 deutschen Ländern, die öffentlich-rechtliche Körperschaft Deutschlandradio (DLR) mit den drei nationalen Hörfunkprogrammen Deutschlandfunk Kultur, Deutschlandfunk und Deutschlandfunk Nova. Gemeinsam mit der italienischen Rundfunkanstalt Rai sowie der französischen Rundfunkanstalt France Télévisions ist das ZDF an der Koproduktionsgemeinschaft European Alliance beteiligt.
Das ZDF beteiligt sich zudem, in Zusammenarbeit mit anderen Rundfunk- bzw. Fernsehanstalten, an folgenden Fernsehprogrammen:
- 3sat (Beteiligung: 32,5 Prozent)[39]
- Phoenix (Beteiligung: 50 Prozent)[40]
- Arte (Beteiligung: 50 Prozent an Arte Deutschland, 25 Prozent an Arte G.E.I.E.)[40]
- KiKA (Beteiligung: 50 Prozent)[40](zusammen mit ARD)

In seinem Digitalpaket (DVB) ZDFvision sind zusätzlich frei zu empfangen:
- ZDFinfo
- ZDFneo

| ehemalige Programme des Zweiten Deutschen Fernsehens (ZDF) | ehemalige Programme des Zweiten Deutschen Fernsehens (ZDF) | ehemalige Programme des Zweiten Deutschen Fernsehens (ZDF) | ehemalige Programme des Zweiten Deutschen Fernsehens (ZDF) | ehemalige Programme des Zweiten Deutschen Fernsehens (ZDF) |
| Programmname                                               | Logo                                                       | Programmtyp                                                | Betrieb                                                    | Aufgegangen in                                             |
| ---------------------------------------------------------- | ---------------------------------------------------------- | ---------------------------------------------------------- | ---------------------------------------------------------- | ---------------------------------------------------------- |
| ZDF 2                                                      |                                                            | Wiederholungen, Information und Unterhaltung               | 1. Januar 1984 bis 30. November 1984                       | 3sat                                                       |
| ZDF Musikkanal                                             |                                                            | Musik                                                      | 1. Januar 1984 bis 30. November 1993                       | 3sat                                                       |
| ZDFtheaterkanal                                            |                                                            | Musik und Darstellende Künste                              | 9. März 1999 bis 7. Mai 2011                               | ZDFkultur                                                  |
| ZDFdokukanal                                               |                                                            | Dokumentationen, ab 2009 auch Unterhaltung                 | 31. März 2000 bis 31. Oktober 2009                         | ZDFneo                                                     |
| ZDFkultur                                                  |                                                            | Musik, Darstellende Künste und Kultur                      | 7. Mai 2011 bis 30. Oktober 2016                           | Funk                                                       |

Ehemalige Programme von ZDFvision:
- ZDFdokukanal (2000–2009), jetzt ZDFneo
- ZDFtheaterkanal (1999–2011), später ZDFkultur
- ZDFinfokanal (1997–2011), jetzt ZDFinfo
- ZDFkultur (2011–2016)

Ehemalige Programme des ZDF:
- ZDF Musikkanal, als eigenständiges Programm auf Sendung vom 1. Januar 1984 bis 31. Dezember 1988. Danach wurde der Sender von Januar 1989 bis Ende November 1993 als Programmfenster unter gleichem Namen dem 3sat-Programm vorgeschaltet und ging im Dezember 1993 in diesem vollständig auf.[41][42]
- ZDF 2, auf Sendung vom 1. Januar 1984 bis 30. November 1984. Der Sender wurde am 1. Dezember 1984 durch 3sat ersetzt.

### Online
Das ZDF betreibt mit unterschiedlichen Redaktionen mehrere Websites:
- ZDF.de: Die Website ist ein integriertes Videoportal mit Zugriff auf
  - Live-Streams der TV-Programme ZDF, ZDFneo und ZDFinfo sowie der Partnersender 3sat, Phoenix, Arte und KiKA sowie
  - das ZDF Streamingportal (früher ZDF-Mediathek) und
  - die Rubrik für Kinder mit Inhalten aus ZDFtivi

Die Website wird von der Direktion Audience verantwortet, unter der Leitung von Florian Kumb.
- zdfheute.de: eine Nachrichten-Website. Die Redaktion ZDFheute steht seit August 2018 unter der Leitung von Frederic Huwendiek.[45]
- sportstudio.de: ein Sport-Portal – verantwortet von der „Hauptredaktion Sport“, die seit Januar 2023 unter der Leitung von Yorck Polus steht.[46]
- unternehmen.zdf.de: Website der Unternehmenskommunikation – verantwortet von der „Hauptabteilung Kommunikation“, seit Oktober 2002 unter der Leitung von Alexander Stock.[47]
- presseportal.zdf.de: Pressewebsite, die Änderungen und Informationen im ZDF veröffentlicht.
- wetter.zdf.de: Website mit Wetter der ZDFheute-Redaktion
- zdf-service.de: Website zur Buchung von Tickets, Führungen in Mainz und Berlin, Kontakt zu Redaktionen

## Rezeption
Vorwurf des „eingebetteten Journalismus“
Ulrich Tilgner ließ 2010 seinen Vertrag mit dem ZDF auslaufen. Grund war seine Unzufriedenheit mit den Arbeitsbedingungen (Eingriffe in die Pressefreiheit und Bündnisrücksichten) in Deutschland. Tilgner kritisierte unter anderem, dass es seiner Ansicht nach im ZDF mangelnde Unabhängigkeit und seit Gerhard Schröder einen Hang zum „eingebetteten Journalismus“ gebe. Tilgner findet viele Sendungen zu boulevardesk und zu regierungsfromm. Es sei ein geschlossener Kreislauf entstanden, „in dem Journalisten die Adressaten symbolischer Politik sind und die Wahrheit auf der Strecke bleibt“.
Parteiendominanz und Spitzelsystem
Chefredakteur Nikolaus Brender kritisierte 2010 in einem Interview des Spiegel die parteipolitische Dominanz im öffentlich-rechtlichen Rundfunk und das „Proporzdenken“ der Parteien. Er sprach weiterhin von einem „Spitzelsystem, das davon lebt, dass Redakteure den Parteien Senderinterna zutragen“, und bezeichnete diese als „Inoffizielle Mitarbeiter“ der Parteien, die „wirklich vergleichbar mit den IM der DDR“ seien. Da sei ein „feingesponnenes Netz von Abhängigkeiten“. Er selbst habe versucht, „solche Spione wenigstens von Posten mit echter Verantwortung fernzuhalten“. Insbesondere gäbe es in der Union ein „dunkles Schattenreich, das sich im Verwaltungsrat eingenistet hat und ihn mittlerweile zu dominieren versucht“. Das Bundesverfassungsgericht sei „die einzige Institution, die dem öffentlich-rechtlichen Rundfunk Staatsferne, Form und damit Zukunft sichern“ könne.
Die Parteidominanz wurde auch in den Jahren 2001 und 2002 bei der Suche eines Nachfolgers für Intendant Dieter Stolte deutlich. Erst nach fünf Wahlgängen war im März 2002 Markus Schächter zum neuen Intendanten gewählt worden.